# Tetris Online
Tetris Online était une entreprise créée en 2006 à Honolulu, Hawaii. Elle a été fondée par Minoru Arakawa, fondateur et ancien président de Nintendo of America, Henk Rogers et Alexey Pajitnov, créateur de Tetris. L'entreprise a pour principal but la réalisation de jeux vidéo de la licence Tetris sur Internet. Elle développe entre autres les jeux sur réseaux sociaux Tetris Battle et Tetris Friends.

## Historique
En février 2013, l'entreprise licencie 20 de ses 50 employés, afin de recentrer ses activités.
En novembre 2014, la société annonce que Tetris Axis sera retiré du magasin en ligne de la Nintendo 3DS. La presse critique cette décision, pensant que ce retrait est uniquement réalisé pour doper les ventes de Tetris Ultimate, édité par Ubisoft.

## Ludothèque
Tetris Online a développé et publié les jeux suivants,.
- En 2007
  - Tetris Splash, Xbox Live Arcade
- En 2008
  - Tetris Friends, Facebook
  - Tetris Party, WiiWare
- En 2009
  - Tetris Friends, en ligne
- En 2010
  - Tetris Party Deluxe, Nintendo DS
  - Tetris Party Deluxe, Wii
  - Tetris Battle, Facebook
  - Feevo, Facebook
  - Lost Trails, Facebook
  - Monster Fantasy, Facebook
  - Tetris Party Live, Nintendo DSi
- En 2011
  - Home Team Baseball, Facebook
  - Monster Fusion, Facebook
  - Feevo HD, iOS
  - Feevo Blaze, Facebook
  - Tetris Stars, Facebook
  - Tetris Axis, Nintendo 3DS
- En 2012
  - TetrisBattle.com, en ligne